# ريبيكا جاكسون مندوزا
ريبيكا جاكسون مندوزا (بالإنجليزية: Rebecca Jackson Mendoza)‏ هي مغنية وراقصة وممثلة أسترالية، ولدت في 1973 بملبورن في أستراليا.

## أعمال

### أفلام
- (2005) انتقام السيث

## وصلات خارجية
- ريبيكا جاكسون مندوزا على موقع IMDb (الإنجليزية)
- ريبيكا جاكسون مندوزا على موقع قاعدة بيانات الفيلم (الإنجليزية)